# M224
O M224 é um morteiro de 60 mm desenvolvido nos Estados Unidos, feito para apoio para tropas terrestres.

## Fotos

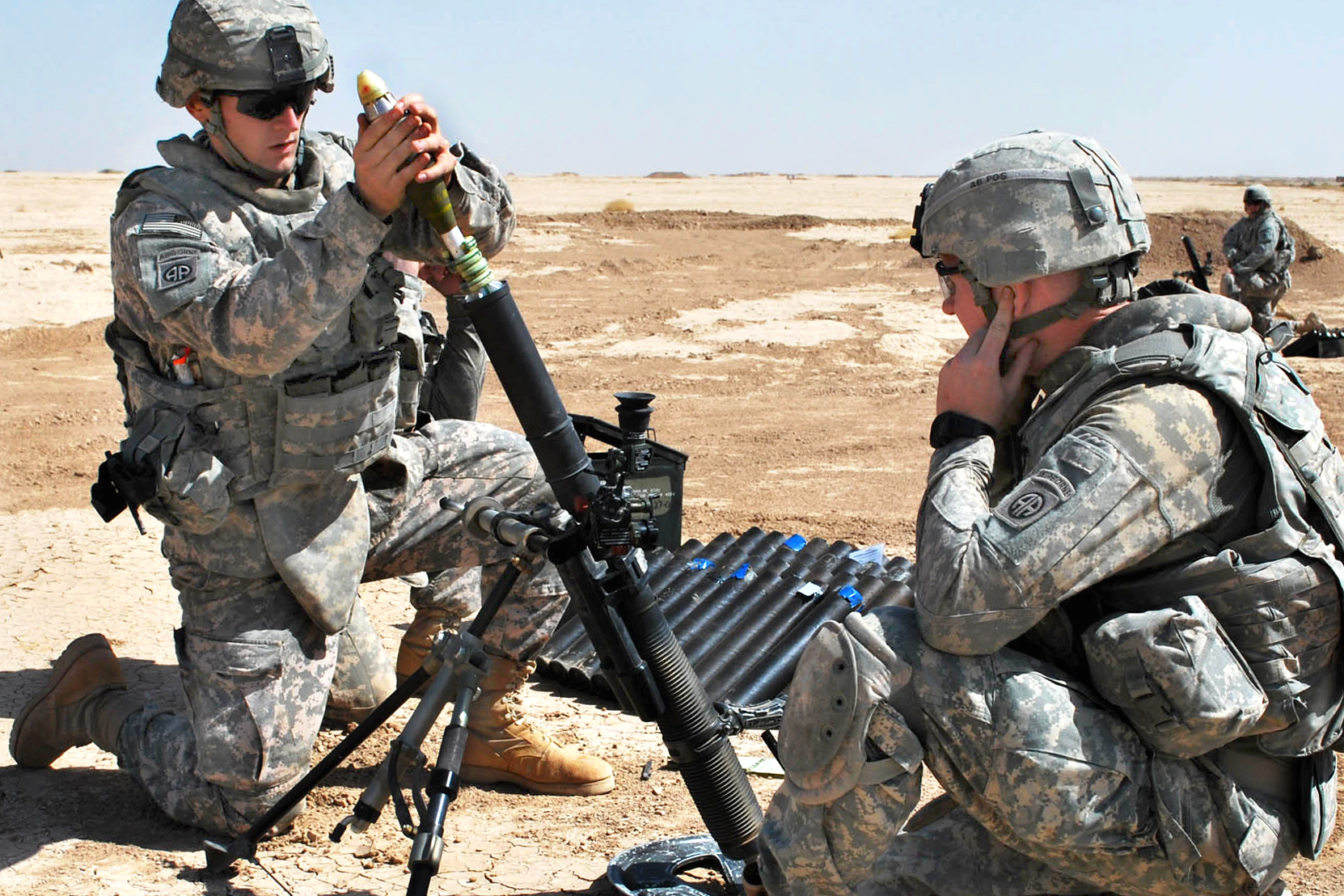
Um M224 no Iraque, em 2009.
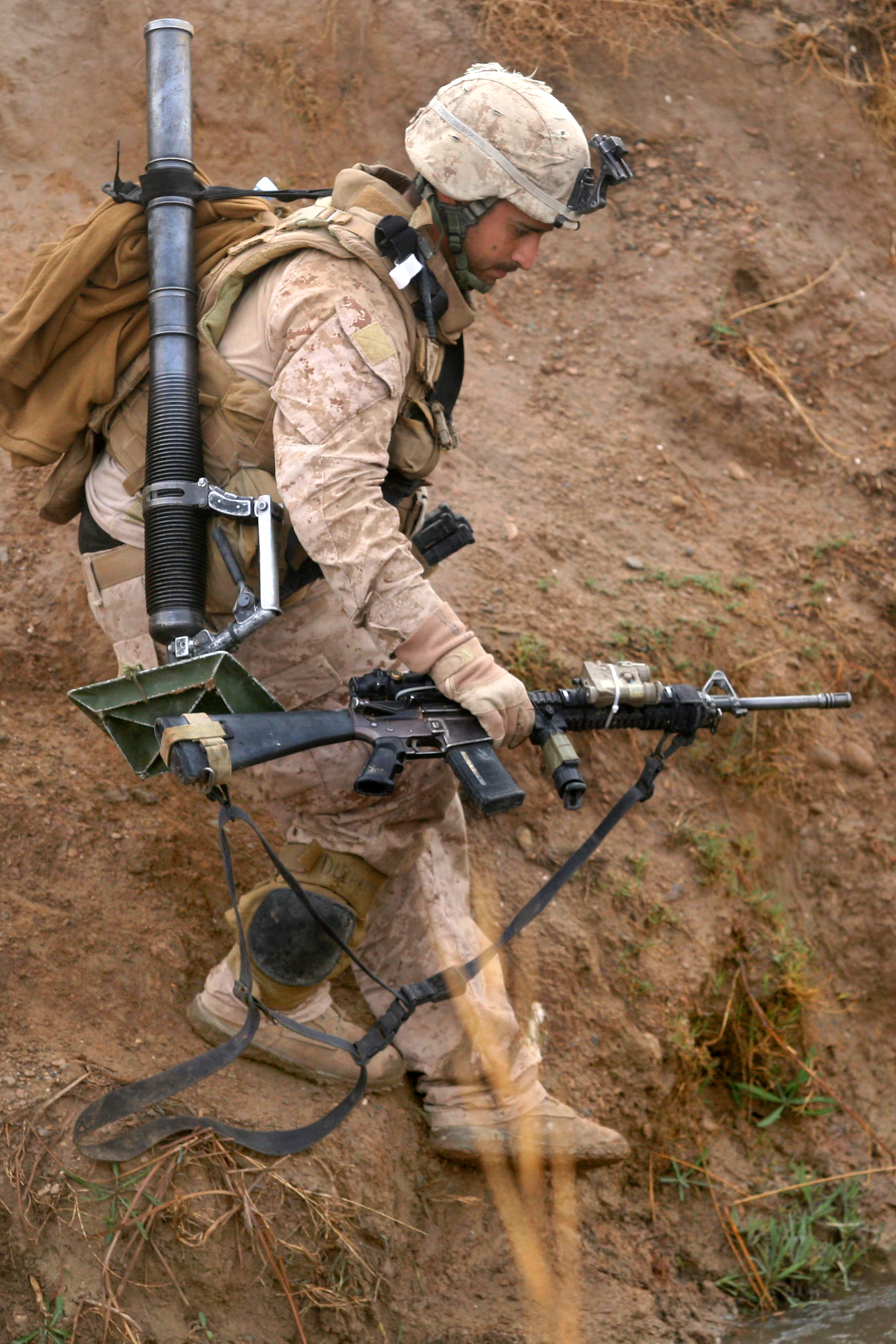
Um fuzileiro americano carregando um M-224.
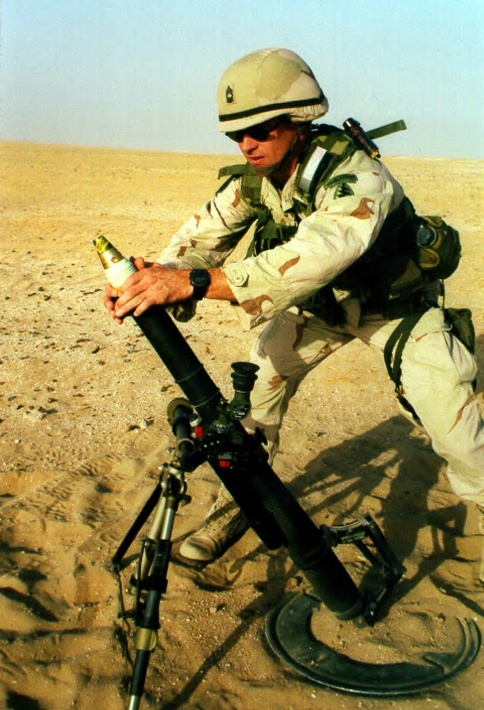
O M224.
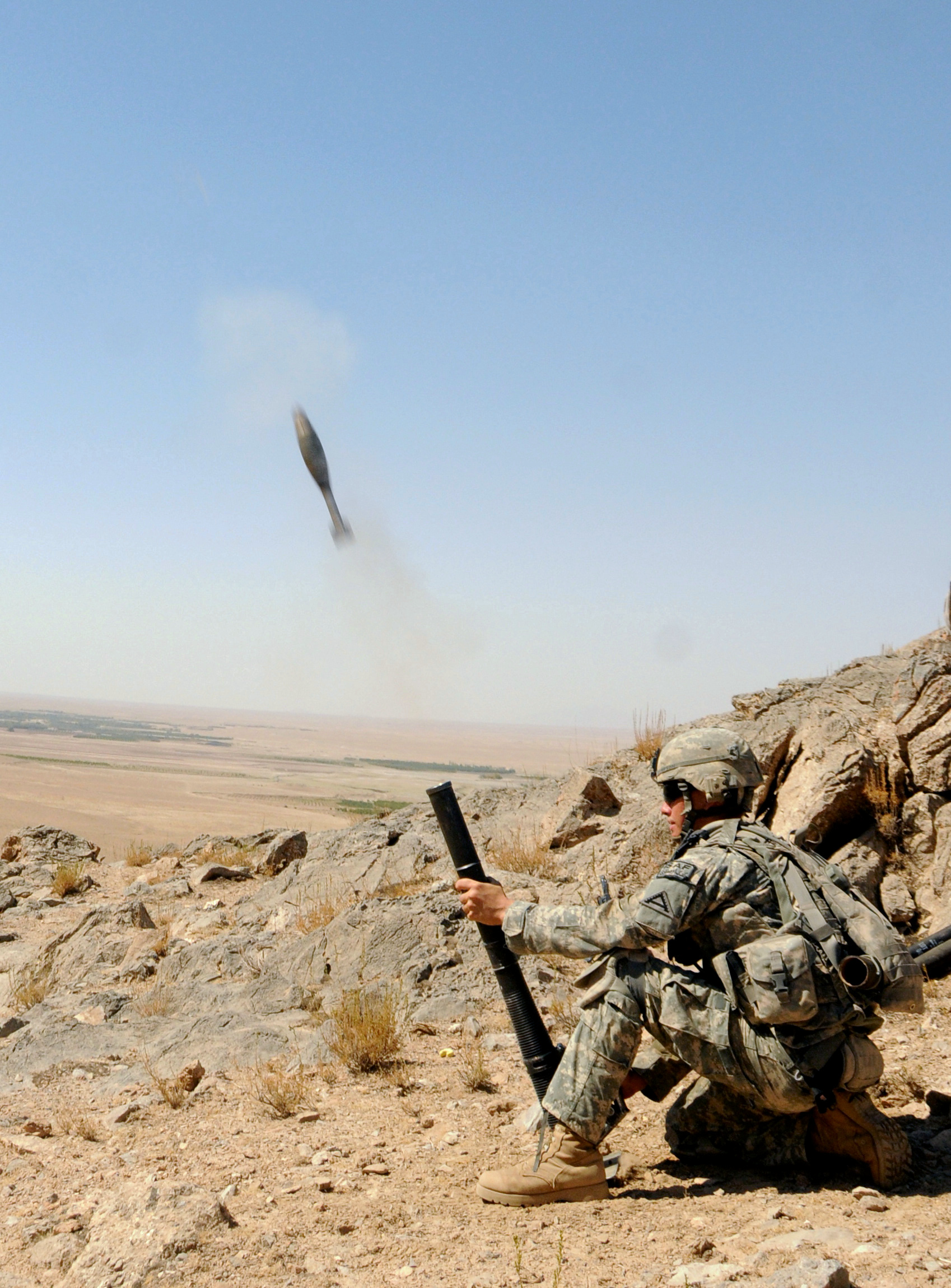
O morteiro sendo disparado.
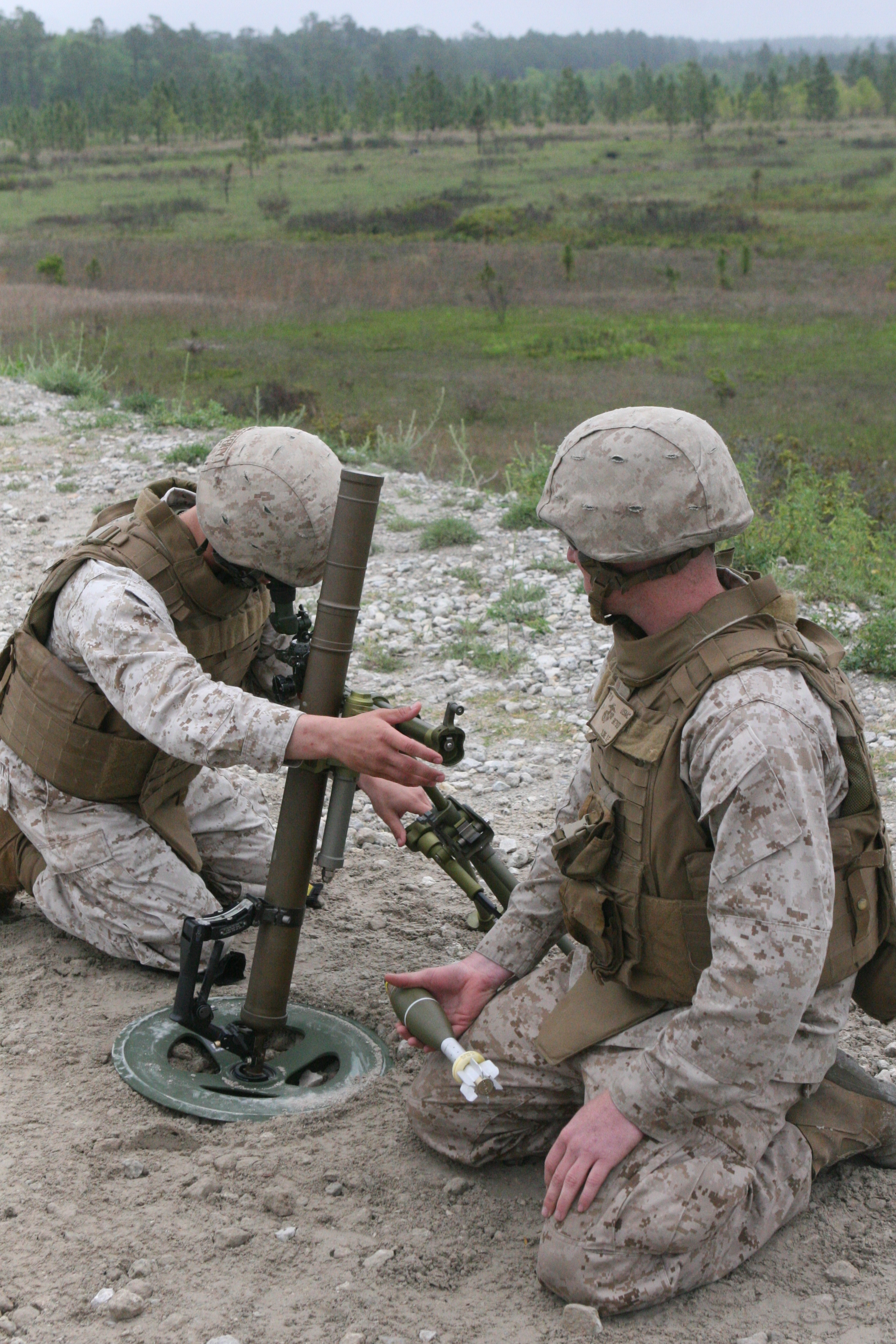
Um M22A1 sendo montado.